# Wang Shu
Wang Shu (Chinees: 王澍, 4 november 1963) is een Chinese architect gevestigd in Hangzhou, Zhejiang. Hij is de decaan van de architectuurafdeling op de China Academy of Art. Met zijn vrouw en architectonische partner Lu Wenyu richtte hij het bureau Amateur Architecture Studio op. In 2012 won Wang de Pritzker Prize, de belangrijkste onderscheiding binnen architectuur. Deze benoeming gaf aanleiding tot controverse gezien de Pritzker-commissie Wangs vrouw Lu Wenyu niet nomineerde, ondanks hun jarenlange samenwerking.

## Projecten

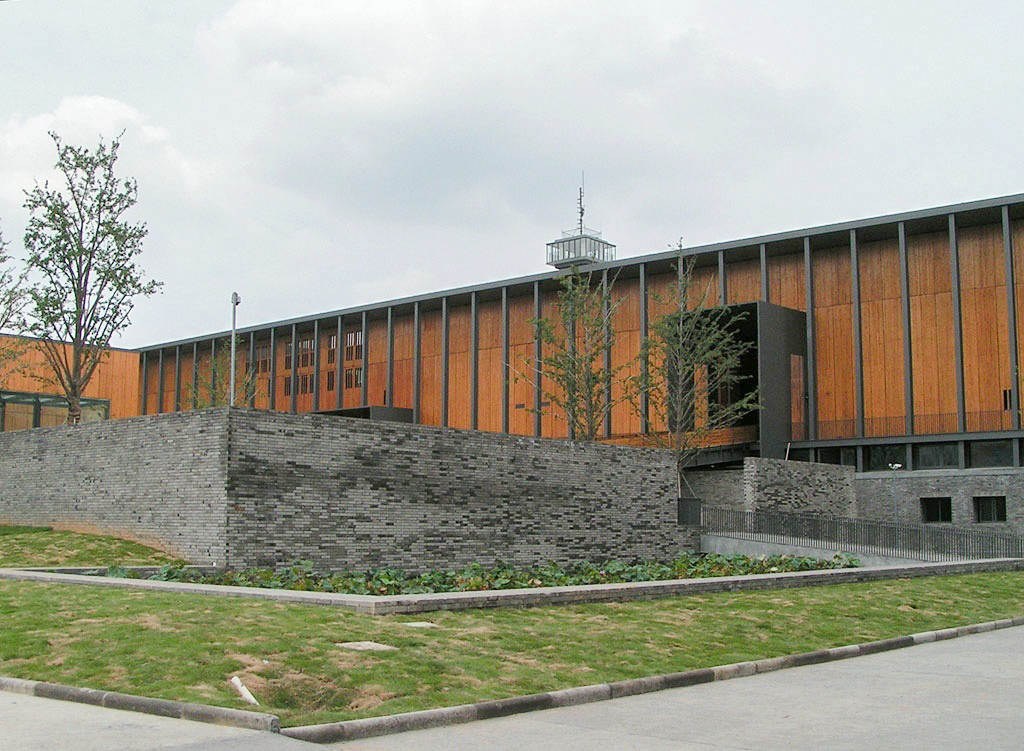
Ningbo Museum of Art (2005)
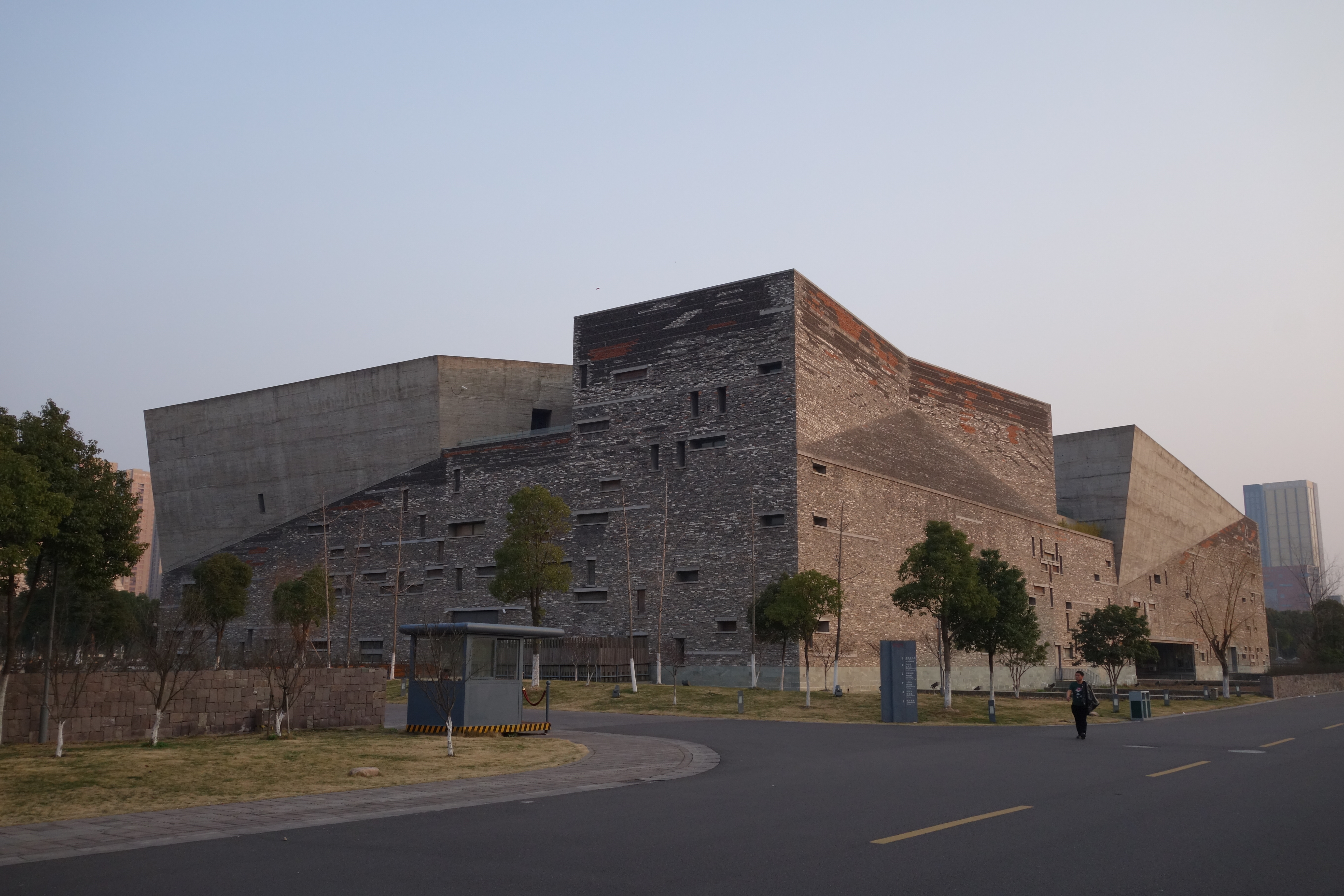
Ningbo Museum (2008)
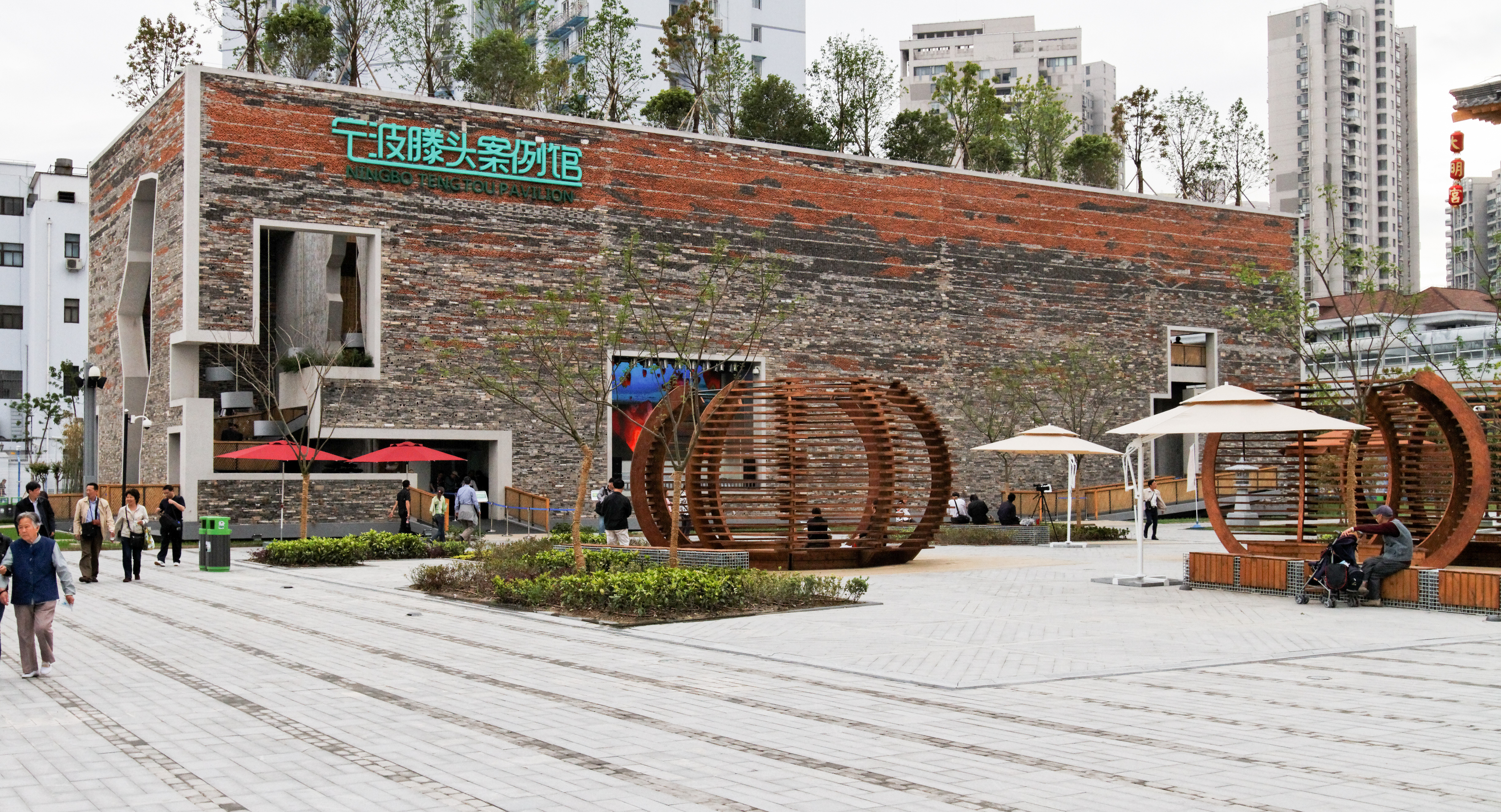
Ningbo Tengtou Pavilion, Shanghai Expo (2010)